# Pohuleanka, Manevîci
Pohuleanka (în ucraineană Погулянка) este un sat în comuna Krasnovolea din raionul Manevîci, regiunea Volînia, Ucraina.

## Demografie
Componența lingvistică a localității Pohuleanka
     Ucraineană (98,37%)
     Rusă (1,63%)
Conform recensământului din 2001, majoritatea populației localității Pohuleanka era vorbitoare de ucraineană (98,37%), existând în minoritate și vorbitori de rusă (1,63%).